# Andrei Stepanov
Andrei Stepanov (Tallinn, 16 maart 1979) is een voormalig profvoetballer uit Estland die speelde als verdediger. Hij kwam onder meer uit voor Flora Tallinn en Torpedo Moskou, en beëindigde zijn loopbaan in 2012 bij Aris Limassol. Stepanov werd in 2004 uitverkoren tot Estisch voetballer van het jaar.

## Interlandcarrière
Stepanov maakte in 1999 voor het eerst zijn opwachting bij de nationale ploeg van Estland. Onder leiding van de IJslandse bondscoach Teitur Thórdarson maakte hij zijn debuut op 30 oktober 1999 in de vriendschappelijke uitwedstrijd tegen Irak (0-1) in Abu Dhabi. Stepanov kwam tot een totaal van 88 interlands en één doelpunt.